# Buprenorphine/naloxone
Buprenorphine/naloxone, được bán dưới tên thương hiệu Suboxone và các tên khác, là một loại thuốc kết hợp bao gồm buprenorphine và naloxone. Kết hợp với tư vấn, nó được sử dụng để điều trị rối loạn sử dụng opioid. Nó làm giảm các triệu chứng cai nghiện trong khoảng 24 giờ. Buprenorphin/naloxone có sẵn để sử dụng ở hai dạng khác nhau, đặt dưới lưỡi hoặc dán ở má.
Tác dụng phụ có thể bao gồm ức chế hô hấp (giảm nhịp thở), đồng tử nhỏ, buồn ngủ và huyết áp thấp. Nguy cơ quá liều của buprenorphin/naloxone thấp hơn so với methadone. Tuy nhiên, mọi người có nhiều khả năng ngừng điều trị bằng buprenorphine/naloxone hơn là với methadone. Methadone, hoặc buprenorphine đơn độc, thường được ưa thích khi cần điều trị trong khi mang thai.
Buprenorphine, ở liều thấp hơn, dẫn đến các tác dụng opioid thông thường; tuy nhiên, liều cao vượt quá một mức nhất định không dẫn đến tác dụng lớn hơn. Điều này được cho là dẫn đến nguy cơ quá liều thấp hơn một số opioid khác. Naloxone là một chất đối kháng opioid cạnh tranh và ngăn chặn tác dụng của các opioid khác (bao gồm cả buprenorphine) nếu được dùng bằng cách tiêm. Naloxone được hấp thu kém khi uống và nó được thêm vào để giảm nguy cơ người ta lạm dụng thuốc bằng cách tiêm. Tuy nhiên, lạm dụng bằng cách tiêm hoặc hít vào mũi vẫn xảy ra. Tỷ lệ lạm dụng thuốc này ở Hoa Kỳ dường như thấp hơn so với các loại thuốc opioid khác.
Công thức kết hợp đã được phê duyệt cho sử dụng y tế tại Hoa Kỳ vào năm 2002. Tại Hoa Kỳ, chi phí bán buôn tính đến năm 2017 là từ 2,32 đến 3,15 đô la Mỹ mỗi ngày. Tại Vương quốc Anh, một liều tương tự có giá từ 0,90 đến 2,72 bảng mỗi ngày, theo dữ liệu năm 2015. Một phiên bản thuốc gốc đã được phê duyệt vào giữa năm 2018.